# Aeropuerto Internacional Capitán Nicolás Rojas
El Aeropuerto Internacional Capitán Nicolás Rojas (código IATA: POI, código OACI: SLPO) es un aeropuerto boliviano que sirve a la ciudad de Potosí. Se encuentra a 6 km al noreste del centro de la ciudad. 
A partir de marzo de 2013 con las mejoras previas realizadas por la Gobernación del Departamento, convirtieron al aeropuerto en operable, posibilitando la llegada de dos operadores aéreos como Aerocon y TAM, que cubren rutas a las ciudades de La Paz y Santa Cruz de la Sierra.

## Historia
El aeropuerto es motivo de constante preocupación para las autoridades potosinas, ya que Potosí es una de las principales atracciones turísticas de Bolivia, pero hasta ahora no ha logrado desarrollar un turismo masivo y regular, sobre todo debido a que no cuenta con un aeropuerto equipado para recibir a naves de gran tamaño. 
- 1989-1990: Durante junio-octubre de 1989 y marzo-diciembre de 1990 militares norteamericanos hicieron trabajos de explanación en el cerro Pati-Pati, a fin de facilitar las maniobras de aterrizaje y despegue de aeronaves. Se removieron 600000 m³ de roca y tierra.

- 2008: Un estudio de la Fuerza Aérea Argentina concluye que el aeropuerto Cpt. Nicolás Rojas es "inviable" como espacio para la recepción de naves medianas y grandes debido a la escasa longitud de su pista (2,8 kilómetros.) a la turbulencia que existe en el lugar y a su obsoleto equipamiento.

- Luego del informe de la FAA, se fórmula un proyecto para construir una nueva pista, con diferente orientación a la actual, con un largo de 6.000 metros. La carretera Potosí-Sucre y el ferrocarril pasarían por un túnel subterráneo por debajo de la pista. El proyecto no se concreta.

- 2010: Por ley N.º 4.158 (12 de enero de 2010) se declara de prioridad nacional y departamental la construcción de un nuevo aeropuerto en la ciudad de Potosí.[1]

- 2010: En agosto, tras 19 días de intensas manifestaciones en la ciudad, el gobierno del presidente Evo Morales se comprometió a concretar lo más pronto posible la construcción de un nuevo aeropuerto para la ciudad de Potosí.

- 2016: Desde marzo, BoA regional ofrece vuelos regulares a CBBA y Sta. Cruz de la Sierra (3 pro semana) y a La Paz.

- 2019: Tras innumerables problemas con los comunarios de áreas aledañas por la expropiación de las tierras, a finales de 2018 se empieza el proyecto de ampliación del Aeropuerto, que luego el gobernador del Departamento de Potosí afirmó que se trata de la construcción de un nuevo aeropuerto internacional que tiene planeado acabar en 2021

## Aerolíneas y destinos
| Aerolíneas            | Destinos           |
| --------------------- | ------------------ |
| Boliviana de Aviación | La Paz, Cochabamba |